# Relazione interspecifica
In ecologia e biologia, una relazione interspecifica è la interazione che ha luogo in una comunità tra individui di specie differenti, dentro un ecosistema. Le relazioni interspecifiche sono relazioni ambientali che si stabiliscono tra gli organismi della biocenosi.
Le relazioni interspecifiche sono le relazioni biotiche che si stabiliscono in una comunità tra individui di differenti specie. Le principali relazioni interspecifiche sono le seguenti.
- Predazione (+/-)
- Parassitismo (+/-)
- Sfruttamento (+/-)
- Commensalismo (+/0)
- Inquilinismo (+/0)
- Facilitazione (+/?)
- Simbiosi (+/+) o (+/-)
- Mutualismo (+/+)
- Mutua esclusione (+/-) o (-/+)
- Amensalismo (-/0)
- Competizione (-/-)